# Tarentola delalandii
Tarentola delalandii är ett kräldjur i familjen geckoödlor som förekommer endemisk på Kanarieöarna. Populationen listades tidvis som synonym till Tarentola boettgeri och nyare avhandlingar godkänner den som art.
I motsats till Tarentola gomerensis som förekommer på La Gomera har arten en svartgrå till silvergrå regnbågshinna.
Arten hittas bara på Teneriffa och på La Palma. Den lever i låglandet och i bergstrakter upp till 2300 meter över havet. Ovanför 1800 meter är den sällsynt. Denna gecko vistas i klippiga landskap med buskar, på jordbruksmark och i människans samhällen. Ibland besöks skogar.
Honan gömmer sina ägg mellan stenar.
För Tarentola delalandii är inga anmärkningsvärda hot kända. Den listas av IUCN som livskraftig (LC).